# Dasun Shanaka
Madagamagamage Dasun Shanaka (* 9. September 1991 in Negombo, Sri Lanka) ist ein sri-lankischer Cricketspieler der seit 2015 für die sri-lankische Nationalmannschaft spielt und seit 2021 ihr Twenty20- und ODI-Kapitän ist.

## Aktive Karriere

### Anfänge in der Nationalmannschaft
Shanaka gab sein Debüt in der Nationalmannschaft im August 2015 in der Twenty20-Serie bei der Tour gegen Pakistan. Zunächst konnte er sich nicht etablieren, aber nachdem er im nationalen Cricket für Singhalese Sports Club spielend einen Rekord in Sixes in einem Twenty20-Innings aufstellte, erhielt er einen Platz für die im Februar 2016 stattfindende Tour in Indien. Im ersten Twenty20 erzielte er dabei 3 Wickets für 16 Runs. Daraufhin wurde er für den ICC World Twenty20 2016 nominiert. Seine beste Leistung bei dem Turnier waren 20* Runs gegen Südafrika. Zu Beginn des Sommers gab er dann sein Test-Debüt in England und erzielte dabei 3 Wickets für 46 Runs als Bowler. Sein Debüt im ODI-Cricket gab er dann in den die Tour unterbrechenden Spielen in Irland. Dabei konnte er im ersten ODI ein Five-for über 5 Wickets für 43 Runs erzielen.
Nach einer längeren Phase von schwächeren Auftritten konnte er im Oktober 2017 in der Twenty20-Serie in Pakistan ein Fifty über 54 Runs erzielen. Er erhielt dann kurz darauf eine erneute Chance im Test-Cricket bei der Tour in Indien und konnte im ersten Test 3 Wickets für 76 Runs erreichen. Im zweiten Test der Serie erhielt er eine Geldstrafe, da er den Zustand des Balls manipulierte. Im heimischen Cricket konnte er als Kapitän das Team von Galle zum Gewinn des Super Four Provincial First Class Tournament 2018 führen. Im August 2018 erreichte er bei der Tour gegen Südafrika ein Fifty über 65 Runs in den ODIs. Im Oktober folgte ein weiteres Half-Century (66 Runs) gegen England. Jedoch waren seine Leistungen nicht ausreichend um für den Cricket World Cup 2019 nominiert zu werden. Nach dem Turnier kam er zurück ins Team und erreichte 68 Runs in der ODI-Serie in Pakistan. In der Twenty20-Serie wurde er als Mannschaftskapitän berufen, nachdem Lasith Malinga sich weigerte nach Pakistan zu reisen.

### Aufstieg zum Kapitän in den kurzen Formaten
Im Dezember 2020 erreichte er in der Test-Serie in Südafrika ein Fifty über 66* Runs. Im Februar wurde er dann als fester Twenty20-Kapitän Sri Lankas ernannt. Jedoch hatte er dann bei seinem ersten geplanten Einsatz in dieser Position in den West Indies Visa-Probleme und musste durch Angelo Mathews vertreten werden. Im Sommer erreichte er dann bei der Twenty20-Serie in England ein Half-Century. Kurz darauf übernahm er auch die Kapitäns-Rolle für das ODI-Team. Im Oktober führte er das sri-lankische Team zum ICC Men’s T20 World Cup 2021, scheiterte dort jedoch mit dem Team in der Super-12-Runde. Zu Beginn des Jahres 2022 erzielte er in den ODIs gegen Simbabwe sein erstes internationales Century mit 102 Runs aus 94 Bällen. In Indien konnte er im Februar dann ein Fifty über 74* Runs erzielen. Im Sommer erreichte er gegen Australien dann ein weiteres Half-Century (54* Runs), wofür er als Spieler des Spiels ausgezeichnet wurde. Im September gelang es ihm mit dem sri-lankischen Team überraschend den Asia Cup 2022 zu gewinnen.